# تایس د کامپوس
تایس د کامپوس (زاده ۷ نوامبر ۱۹۶۳) بازیگر، تهیه‌کننده و کارگردان فیلم برزیلی است. اولین کار او در تلویزیون در برنامه الاس پور الاس (۱۹۸۲) بود.

## فیلم‌شناسی

### تلویزیون
| سال  | عنوان             | نقش                                | یادداشت‌ها                 |
| ---- | ----------------- | ---------------------------------- | ------------------------- |
| ۱۹۸۱ | سیراندا دی پدرا   | سیلفیا                             | شرکت                      |
| ۱۹۸۲ | ایلاس برای ایلاس  | کریستینا فورتادو لوپس پریرا (کریس) |                           |
| ۱۹۸۳ | فلیز آخر          | لنیتا                              | مشارکت ویژه               |
| ۱۹۸۳ | "تولید به شما"    | ویبینا                             |                           |
| ۱۹۸۴ | کتاب برای سفر     | جولینها                            |                           |
| ۱۹۸۵ | تنده دو میلادرس   | ماریتا                             |                           |
| ۱۹۸۵ | تی تی تی          | آنا ماریا دو سوزا                  |                           |
| ۱۹۸۶ | "منیا دی کویرر"   | مارسلا                             |                           |
| ۱۹۸۷ | بامبو             | یولاندا گالاردو                    |                           |
| ۱۹۸۹ | تیتا              | کارموسینا (جوان)                   | قسمت: "۱۴ اوت ۱۹۸۹"       |
| ۱۹۹۰ | دزیج              | آگوستا                             |                           |
| ۱۹۹۳ | زنان آریا         | آرلت آسونسو                        |                           |
| ۱۹۹۴ | سفر               | آندرازا مونیز تولیدو               |                           |
| ۱۹۹۶ | سالسا و مرنگو     | امپارو مونوز                       |                           |
| ۱۹۹۸ | شما تصمیم بگیرید  |                                    | قسمت: "مناس کاراس دوستان" |
| ۱۹۹۸ | پکاکو پایتال      | ویتوری لیسبوا                      |                           |
| ۱۹۹۹ | شما تصمیم بگیرید  | مگنیلیا                            | قسمت: "ام لانس مائر"      |
| ۲۰۰۲ | "کوینتو دوس جهنم" | آرمیندا                            |                           |
| ۲۰۰۳ | کوبکان            | مورالز دی لولو                     | قسمت‌های: "۲۰–۲۱ اوت ۲۰۰۳" |
| ۲۰۰۷ | دو کاراس          | کلودین بل لاک                      |                           |
| ۲۰۰۹ | پنچنتین           | سیلینا پینا                        |                           |
| ۲۰۱۱ | لارا کام ز        | سیلینا پینا                        |                           |
| ۲۰۱۱ | فینا استامپا      | آلیس                               |                           |
| ۲۰۱۲ | "ملهاو"           | آنتونیا دو پرزرز (ویلمنا)          | فصل ۲۰؛ مشارکت ویژه       |
| ۲۰۱۴ | "بوگی اوگی"       | سیلیا دیاس                         |                           |

### فیلم‌های
| سال  | عنوان          | نقش      | یادداشت    |
| ---- | -------------- | -------- | ---------- |
| ۱۹۸۷ | دده ماماتا     | آوو جوان |            |
| ۲۰۰۹ | آمیگا آمریکایی |          | فیلم کوتاه |